# Hovrätten för Västra Sverige
Hovrätten för Västra Sverige är en av Sveriges sex hovrätter. Den har sitt säte i Göteborg. Hovrätten inrättades 1948 i syfte, att minska Göta hovrätts arbetsbörda. Hovrätten tar upp fall från samtliga tingsrätters domkretsar i delar av Västra Götalands län (gamla Älvsborgs län och Göteborgs och Bohus län), Hallands län och Värmlands län.
Hovrätten har idag sitt säte i Broströms gamla redarpalats vid Packhusplatsen, vilket 1993 byggdes om för ändamålet. Kvarteret där hovrätten ligger kallas idag  för Gamla Tullen - kvarter 13 i Nordstaden - och ligger i hörnet Norra Hamngatan och Packhusplatsen. I slutet av 1700-talet låg Franska tomten på denna plats.

## Historia

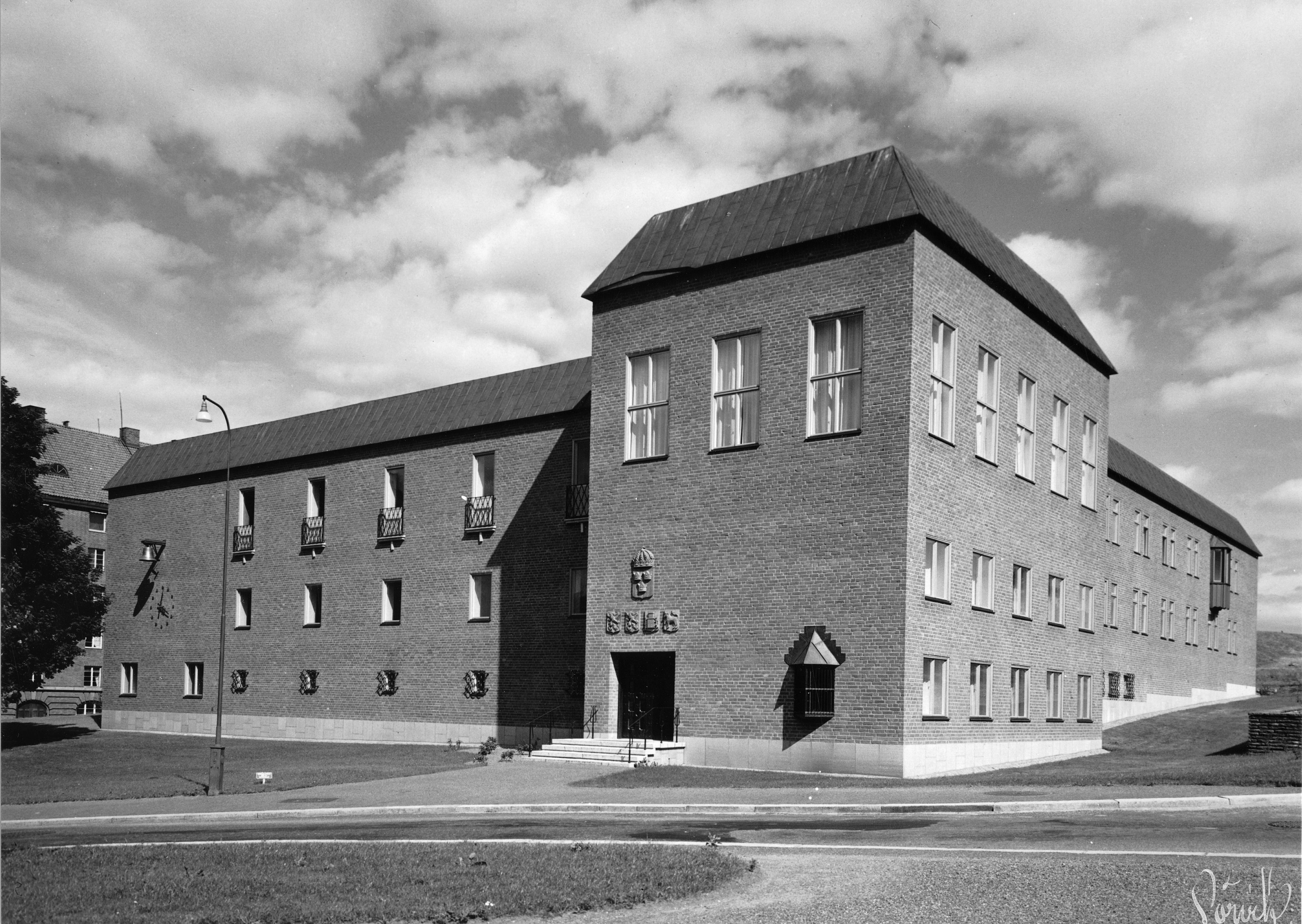
Den tidigare hovrättsbyggnaden

Hovrätten för Västra Sverige inrättades i samband med att den nya rättegångsbalken trädde i kraft 1948. Den nya hovrättens domkrets bildades genom en utbrytning ur Göta hovrätts domkrets. Den förste hovrättspresidenten i Hovrätten för Västra Sverige blev Holger Elliot, som dessförinnan var president i Hovrätten för Övre Norrland. Samma år uppfördes hovrättsbyggnaden vid Näckrosdammen, ritad av Hakon Ahlberg.
Hovrättens domkrets utökades 1963 genom att Värmlands län överfördes från Svea hovrätt.
Sedan 1994 har Hovrätten för Västra Sverige sina lokaler i Broströmiahuset vid Packhusplatsen.

## Heraldiskt vapen
Blasonering:
"I blått fält ett med sluten krona krönt, upprest lejon av guld med röd beväring, vilket håller ett svärd i den högra och vågskålar i den vänstra tassen, allt av guld."
Vapnet antogs år 2000.

## Befolkning i tingsrätterna domkretsar
| Domkrets    | Kansliort  | Folkmängd |
| ----------- | ---------- | --------- |
| Göteborg    | Göteborg   | 824 560   |
| Värmland    | Karlstad   | 283 384   |
| Borås       | Borås      | 207 400   |
| Varberg     | Varberg    | 202 199   |
| Uddevalla   | Uddevalla  | 175 925   |
| Vänersborg  | Vänersborg | 154 502   |
| Halmstad    | Halmstad   | 142 875   |
| Alingsås    | Alingsås   | 140 839   |
| Totalt      | 2 131 684  | 2 131 684 |
| Källa: 2024 |            |           |

## Hovrättspresidenter
- 1948–1953: Holger Elliot
- 1953–1960: Carl Romberg
- 1960–1966: Maths Heuman
- 1966–1976: Gunnar Lagergren
- 1976–1981: Härje Stenberg
- 1981–1998: Ove Lindh
- 1999–2012: Gunnel Wennberg
- 2012–2015: Per Hall
- 2016–2019: Ralf G. Larsson
- 2019–: Anders Hagsgård